# Agave karatto
Agave karatto är en sparrisväxtart som beskrevs av Philip Miller. Agave karatto ingår i släktet Agave och familjen sparrisväxter. Inga underarter finns listade i Catalogue of Life.

## Bildgalleri

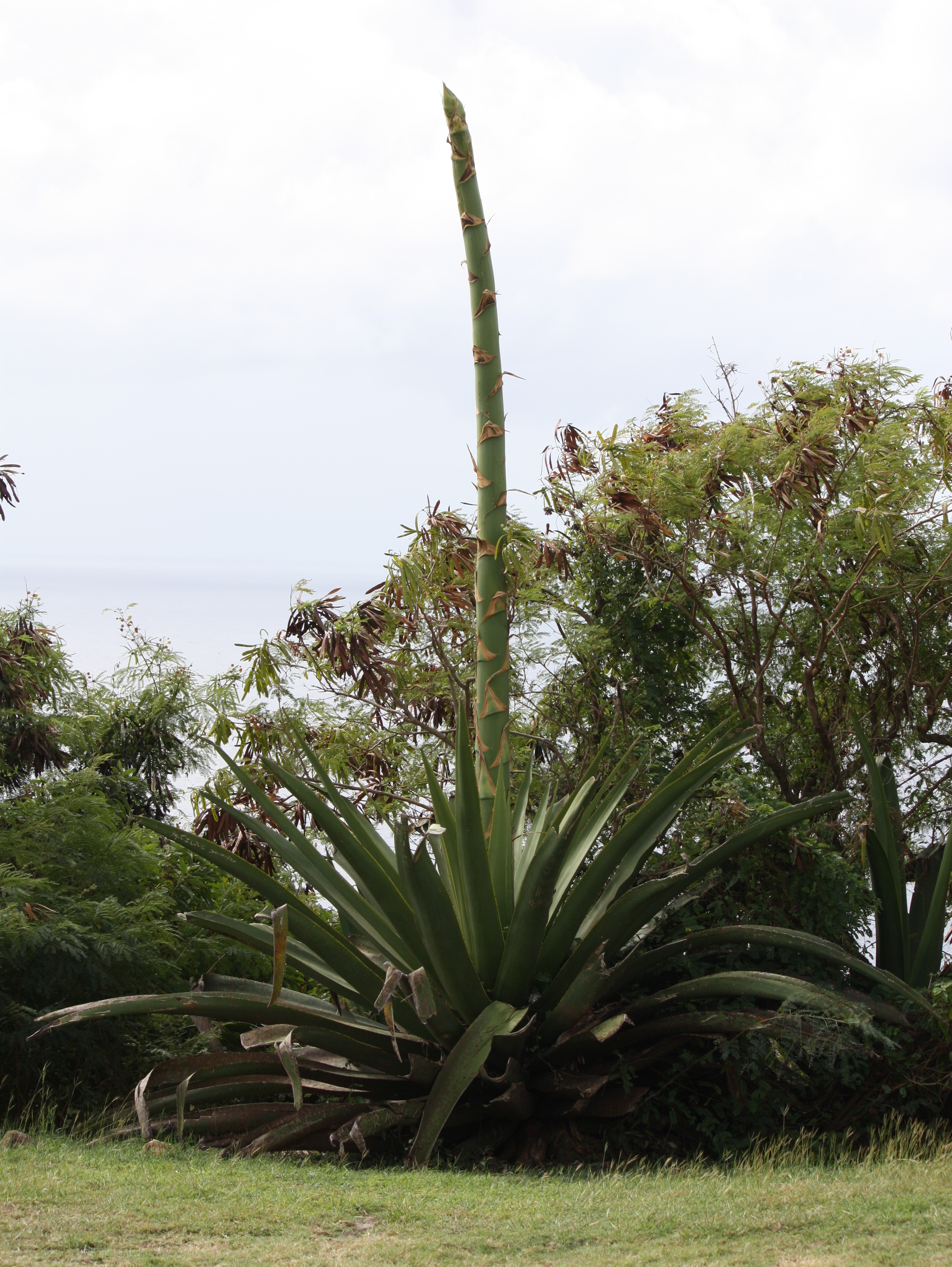